# Snåsa
Snåsa (sydsamiska: Snåase) är en kyrkby som utgör centralort och enda tätort i Snåsa kommun i Trøndelag fylke i mellersta Norge. Orten ligger vid fylkesväg 763 och Nordlandsbanan, vid östra änden av sjön Snåsavatnet. Här finns Snåsa kyrka.

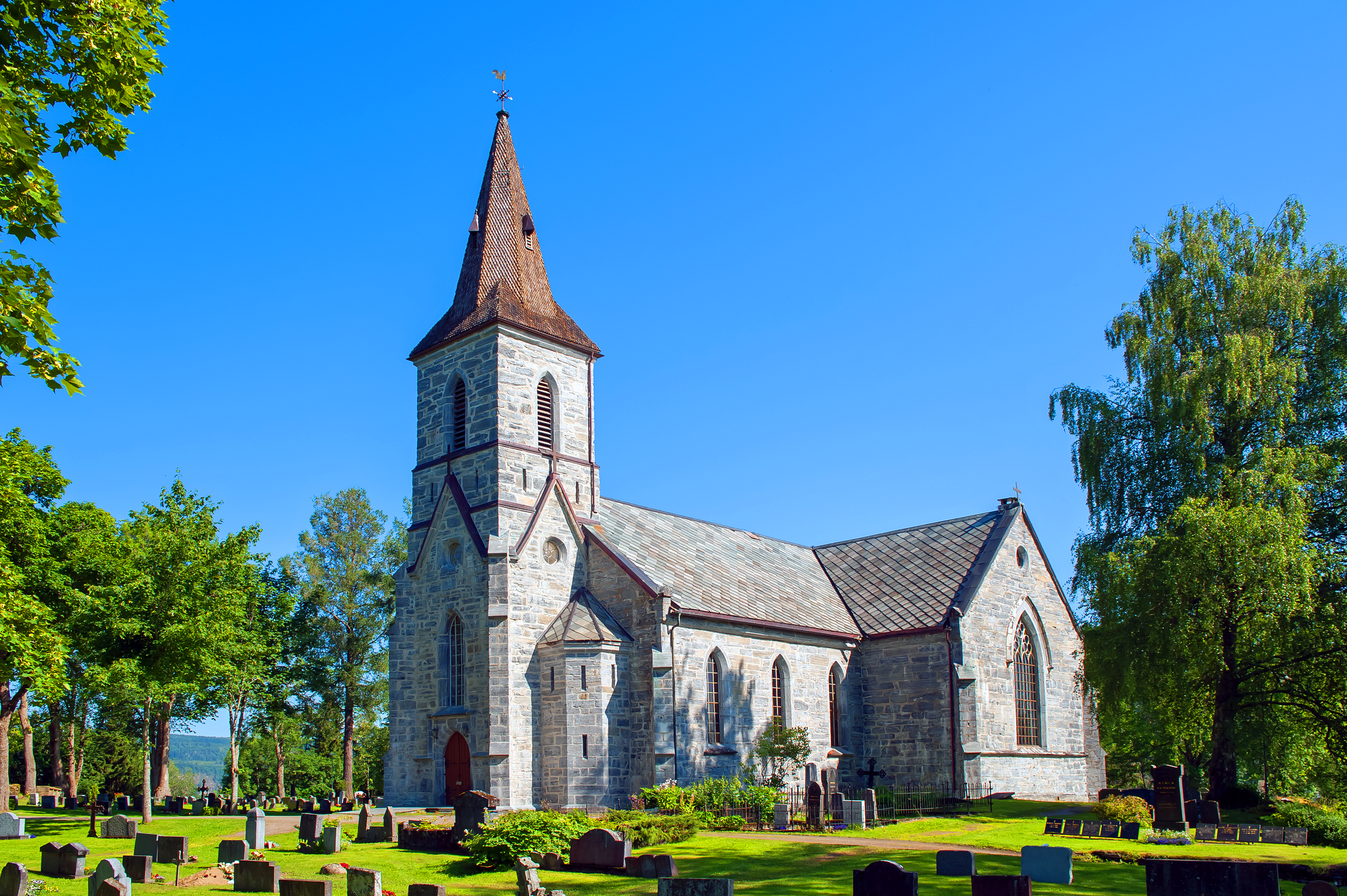
Snåsa kyrka.